# David Delay
David Delay es un deportista neozelandés que compitió en judo. Ganó dos medallas en el Campeonato de Oceanía de Judo, en los años 1965 y 1966.

## Palmarés internacional
| Campeonato de Oceanía | Campeonato de Oceanía    | Campeonato de Oceanía | Campeonato de Oceanía |
| Año                   | Lugar                    | Medalla               | Categoría             |
| --------------------- | ------------------------ | --------------------- | --------------------- |
| 1965                  | Auckland (Nueva Zelanda) | Medalla de plata      | Peso medio            |
| 1966                  | Sídney (Australia)       | Medalla de oro        | –80 kg                |